# Wander Shirukaya
Wander Shirukaya (1980) é um escritor paulista radicado no estado de Pernambuco.Mestre em Literatura e Cultura pela Universidade Federal da Paraíba (UFPB), Wander foi um dos integrantes do grupo literário Caixa Baixa.Publicou o livro de contos Balelas em 2011 pela Editora Mutuus, e Ascensão e Queda, romance vencedor do II Prêmio Pernambuco de Literatura.

## Obras
- Balelas (2011)
- Ascensão e Queda (2015)
- Na escuridão somos todas iguais (2020)